# Kroniki wampirów
Kroniki wampirów – cykl powieści autorstwa Anne Rice, które opowiadają historię wampirów od czasów pierwszej królowej wampirów Akashy do czasów współczesnych. Głównymi bohaterami, na dziejach których koncentruje się fabuła powieści, są: Lestat de Lioncourt, Louis de Pointe du Lac, Armand, David Talbot, Marius de Romanus, Claudia, i Pandora.
Powiązane z Kronikami wampirów są również cykle Nowe kroniki wampirów i Dzieje czarownic z rodu Mayfair. Ten drugi przez wystąpienie crossoverów, które pojawiają się w powieściach Merrick, Posiadłość Blackwood i Krwawy kantyk.
W wywiadzie dla Christianity Today (nazwanym Wywiad ze skruszoną) Rice ogłosiła jednak, że nie napisze już nigdy żadnego wampirycznego opowiadania. Mimo to w marcu 2014 roku ogłosiła kolejną powieść z cyklu: Książę Lestat. W 2016 roku ukazała się kolejna pod tytułem Prince Lestat and the Realms of Atlantis.

## Powieści
| Tytuł                           | Tytuł                                    | Rok wydania      | Rok wydania      |
| polski                          | oryginalny                               | w Polsce         | na świecie       |
| Kroniki wampirów                | Kroniki wampirów                         | Kroniki wampirów | Kroniki wampirów |
| ------------------------------- | ---------------------------------------- | ---------------- | ---------------- |
| Wywiad z wampirem               | Interview with the Vampire               | 1992             | 1976             |
| Wampir Lestat                   | The Vampire Lestat                       | 1995             | 1985             |
| Królowa potępionych             | The Queen of the Damned                  | 2000             | 1988             |
| Opowieść o złodzieju ciał       | The Tale of the Body Thief               | 1996             | 1992             |
| Memnoch Diabeł                  | Memnoch The Devil                        | 2007             | 1995             |
| Wampir Armand                   | The Vampire Armand                       | 2004             | 1998             |
| Merrick                         | Merrick                                  | 2003             | 2000             |
| Krew i złoto                    | Blood and Gold                           | 2006             | 2001             |
| Posiadłość Blackwood            | Blackwood Farm                           | 2006             | 2002             |
| Krwawy kantyk                   | Blood Canticle                           | 2007             | 2003             |
| Książę Lestat                   | Prince Lestat                            | 2015             | 2014             |
| –                               | Prince Lestat and the Realms of Atlantis | –                | 2016             |
| –                               | Blood Communion: A Tale of Prince Lestat | –                | 2018             |
| Nowe kroniki wampirów           |                                          |                  |                  |
| Pandora                         | Pandora                                  | 2002             | 1998             |
| Wampir Vittorio                 | Vittorio the Vampire                     | 2003             | 1999             |
| Dzieje czarownic z rodu Mayfair |                                          |                  |                  |
| Godzina czarownic               | The Witching Hour                        | 1995             | 1990             |
| Lasher                          | Lasher                                   | 1997             | 1993             |
| Taltos                          | Taltos                                   | 2001             | 1994             |

## Adaptacje filmowe
Z cyklu Kroniki wampirów dwie powieści doczekały się ekranizacji: Wywiad z wampirem (1994) oraz Królowa potępionych (2002), zawierająca część wątków z książki Wampir Lestat.
W sierpniu 2014 roku Universal Pictures i Imagine Entertainment zakupiły prawa do ekranizacji cyklu. Ujawniono również, że za ekranizację będą odpowiedzialni producenci Alex Kurtzman i Roberto Orci, oraz że częścią umowy jest ekranizacja Opowieści o złodzieju ciał ze scenariuszem syna autorki, Christophera Rice’a.